# Cecil Hart
Pour les articles homonymes, voir Hart.
Cecil Hart (né le 28 novembre 1883 à Bedford au Québec au Canada — mort le 16 juillet 1940) était un entraîneur de hockey sur glace des Canadiens de Montréal dans la Ligue nationale de hockey.

## Carrière
À la création des Maroons de Montréal, Hart est nommé manager de l'équipe mais avant la fin de sa première saison en tant qu'entraîneur de l'équipe, en 1924-1925, des tensions de plus en plus nombreuses se font sentir entre l'entraîneur et les directeurs de l'équipe. En effet, Hart souhaite avoir le contrôle total de l'équipe et des échanges à réaliser pour le bien de l'équipe, arguant qu'il s'y connaît plus que les banquiers et financiers directeurs de l'équipe. Il réalise alors des échanges et mouvements de joueurs sans en référer à sa direction qui lui demande au mois de février de se retirer. Le départ à l'amiable n'a pas lieu et finalement il est licencié. Hart continuera sa carrière avec les Canadiens alors que les Maroons mettent à sa place Eddie Gerard.
Il a été à la tête de l'équipe des Canadiens de Montréal, à titre d'entraîneur, de 1926 à 1933 et de 1936 à 1939. Il a gagné à deux reprises la Coupe Stanley, en 1930 et 1931.
En 1923, son père, David Hart, donne à la Ligue nationale de hockey le Trophée Hart récompensant le meilleur joueur de la saison, le Most Valuable Player,. Le trophée original a été retiré et placé au Temple de la renommée du hockey en 1960 puis remplacé par un nouveau trophée nommé à la mémoire de Cecil Hart.
Il meurt le 16 juillet 1940 à l'âge de 56 ans à la suite d'une longue maladie. Il résidait à Montréal. Il a été inhumé le 19 juillet au cimetière Cimetière Shaerith Israel (Spanish and Portuguese-Shearith Israel) du Mont-Royal.
En 1992, il est admis au International Jewish Sports Hall of Fame.

## Statistiques en tant qu'entraîneur
- Saisons régulières : 196 victoires / 125 défaites / 73 matchs nuls
- Séries éliminatoires : 16 victoires / 17 défaites / 4 matchs nuls